# Condé-en-Brie
Condé-en-Brie és un municipi francès situat al departament de l'Aisne i a la regió dels Alts de França. L'any 2007 tenia 637 habitants.

## Demografia

### Població
El 2007 la població de fet de Condé-en-Brie era de 637 persones. Hi havia 264 famílies de les quals 92 eren unipersonals (36 homes vivint sols i 56 dones vivint soles), 76 parelles sense fills, 72 parelles amb fills i 24 famílies monoparentals amb fills.
La població ha evolucionat segons el següent gràfic:
Habitants censats

### Habitatges
El 2007 hi havia 324 habitatges, 272 eren l'habitatge principal de la família, 22 eren segones residències i 30 estaven desocupats. 272 eren cases i 52 eren apartaments. Dels 272 habitatges principals, 187 estaven ocupats pels seus propietaris, 68 estaven llogats i ocupats pels llogaters i 16 estaven cedits a títol gratuït; 4 tenien una cambra, 25 en tenien dues, 60 en tenien tres, 68 en tenien quatre i 114 en tenien cinc o més. 141 habitatges disposaven pel capbaix d'una plaça de pàrquing. A 135 habitatges hi havia un automòbil i a 77 n'hi havia dos o més.

### Piràmide de població
La piràmide de població per edats i sexe el 2009 era:
| Homes | Edats   | Dones |
| ----- | ------- | ----- |
| 4     | 95 o +  | 8     |
| 4     | 90 a 94 | 12    |
| 0     | 85 a 89 | 12    |
| 4     | 80 a 84 | 8     |
| 0     | 75 a 79 | 8     |
| 24    | 70 a 74 | 16    |
| 28    | 65 a 69 | 12    |
| 20    | 60 a 64 | 28    |
| 12    | 55 a 59 | 20    |
| 16    | 50 a 54 | 20    |
| 16    | 45 a 49 | 16    |
| 28    | 40 a 44 | 36    |
| 24    | 35 a 39 | 16    |
| 16    | 30 a 34 | 20    |
| 16    | 25 a 29 | 16    |
| 4     | 20 a 24 | 4     |
| 36    | 15 a 19 | 20    |
| 16    | 10 a 14 | 24    |
| 16    | 5 a 9   | 24    |
| 12    | 0 a 4   | 20    |

## Economia
El 2007 la població en edat de treballar era de 374 persones, 271 eren actives i 103 eren inactives. De les 271 persones actives 235 estaven ocupades (132 homes i 103 dones) i 36 estaven aturades (14 homes i 22 dones). De les 103 persones inactives 39 estaven jubilades, 28 estaven estudiant i 36 estaven classificades com a «altres inactius».

### Ingressos
El 2009 a Condé-en-Brie hi havia 283 unitats fiscals que integraven 659,5 persones, la mediana anual d'ingressos fiscals per persona era de 15.336 €.

### Activitats econòmiques
Dels 48 establiments que hi havia el 2007, 1 era d'una empresa extractiva, 1 d'una empresa alimentària, 5 d'empreses de fabricació d'altres productes industrials, 10 d'empreses de construcció, 6 d'empreses de comerç i reparació d'automòbils, 1 d'una empresa de transport, 4 d'empreses d'hostatgeria i restauració, 2 d'empreses financeres, 1 d'una empresa immobiliària, 4 d'empreses de serveis, 10 d'entitats de l'administració pública i 3 d'empreses classificades com a «altres activitats de serveis».
Dels 19 establiments de servei als particulars que hi havia el 2009, 1 era una oficina d'administració d'Hisenda pública, 1 gendarmeria, 1 oficina de correu, 1 una oficina bancària, 5 paletes, 2 lampisteries, 1 electricista, 2 empreses de construcció, 1 perruqueria, 2 veterinaris i 2 restaurants.
Dels 4 establiments comercials que hi havia el 2009, 2 eren botiges de menys de 120 m², 1 una botiga de menys de 120 m² i 1 una joieria.
L'any 2000 a Condé-en-Brie hi havia 7 explotacions agrícoles que ocupaven un total de 207 hectàrees.

## Equipaments sanitaris i escolars
El 2009 hi havia 1 farmàcia i 1 ambulància.
El 2009 hi havia 2 escoles elementals. Condé-en-Brie disposava d'un col·legi d'educació secundària amb 291 alumnes.

## Poblacions més properes
El següent diagrama mostra les poblacions més properes.